# Владимировка (Каховский район)
Влади́мировка (укр. Володимирівка; до 2016 г. Ле́нино) — село в Верхнерогачикской поселковой общине Каховского района Херсонской области Украины.
Население по переписи 2001 года составляло 97 человек. Почтовый индекс — 74404. Телефонный код — 5545. Код КОАТУУ — 6521555103.

## Местный совет
74400, Херсонская обл., Верхнерогачикский р-н, пгт Верхний Рогачик, ул. Юбилейная, 52